# Chaetostephana angolana
Chaetostephana angolana là một loài bướm đêm trong họ Noctuidae.